# Incoronazione di Pio III
L'Incoronazione di Pio III è un affresco di Pinturicchio, databile al 1503-1508 e conservato nella Cattedrale di Santa Maria Assunta a Siena. Si trova sopra l'ingresso marmoreo della Libreria Piccolomini, nella navata sinistra della chiesa.

## Storia
L'opera venne commissionata dal fratello di Pio III, Andrea di Nanni Piccolomini poco dopo l'improvvisa morte del neoeletto pontefice, che bloccò temporaneamente anche i lavori alla Libreria Piccolomini, altro lavoro di Pinturicchio nel duomo senese. 
L'esecuzione si protrasse fino all'aprile 1508. L'opera soffrì molto per infiltrazioni di umidità e venne restaurata una prima volta nel 1586, da Marco Pino, e anche in seguito le ridipinture furono numerose.

## Descrizione
La scena è situata su una parete della navata sinistra, vicino all'ingresso della Libreria. La scena, come molte del ciclo dedicato a Pio II nella Libreria, è impostata su due registri, con una simmetria sostanziale delle parti. Nella parte superiore il papa, seduto in trono al centro, riceve il triregno e la croce e la sua figura è modellata a bassorilievo con stucchi e pastiglia dorata, in modo da farla risaltare nella penombra della parte superiore della parete. La scena è ambientata in una sorta di loggia, con ai lati due terrazze ricolme di vescovi e aperture paesistiche sullo sfondo. Al centro corre la fascia del basamento della loggia, con l'iscrizione commemorativa.
Nella parte inferiore si addensa una folla varia e colorata. Sulla presenza di ritratti le fonti sono discordanti: Vasari disse che ve ne erano in quantità, mentre Sigismondo Tizio, biografo di Pinturicchio, ricordò il solo ritratto del cane di Pandolfo Petrucci. In ogni caso la mancanza di effigi per il confronto rende difficile ogni ipotesi; solo il fanciullo all'estrema destra con il crescente araldico sulla calza sarà sicuramente stato di casa Piccolomini, ma non è dato a sapersi se un figlioletto o un paggio.

## Stile
La scena è caratterizzata da una certa rigidità nella divisione in parti, che rimanda a un gusto ancora quattrocentesco. Nonostante ciò alcuni elementi dinamici mostrano la volontà di adeguarsi alle novità artistiche del primo Cinquecento, soprattutto sulla scorta di Raffaello, a Siena verso il 1503: ad esempio i contrasti cromatici del gruppo degli araldi a sinistra, il languore assorto dell'alabardiere appoggiato all'asta, l'avanzare spedito del giovane in calze rosse, ecc. 
Oberhuber (nel 1977) arrivò a supporre una paternità raffaellesca per il disegno dell'intera scena, esclusa poi dal resto della critica. In ogni caso la personalità artistica del maestro urbinate dovette scuotere le certezze del maturo Pinturicchio, spingendolo verso un rinnovamento che si acquietò poi però negli anni seguenti, con la ripresa dei lavori nella Libreria Piccolomini.